# ひめか (プロレスラー)
ひめか（1997年5月28日 - ）は、日本の元女性プロレスラー、元アイドル。青森県三沢市出身。血液型B型。

## 経歴
青森県で生まれ、高校からは岩手県で過ごす。幼少時からハロープロジェクトにあこがれるも、岩手在住のためなかなかチャンスを手に入れられず遠くの存在と思っていた。

### 2016年
- 1月、しずる・村上純プロデュースのアイドルコントグループ「Dollふ」オーディションに合格しメンバー入り。後述するスルースキルズ合格のため同年7月で脱退。
- 5月25日、田村淳プロデュースのアイドルグループ、スルースキルズ四期生に合格し、ステージデビュー。同グループが全日本プロレス応援大使に着任していたため、リング上でのパフォーマンスをするうちにプロレスそのものも好きになる。

### 2017年
- 5月3日、shibuya O-WESTにてワンマンライブ開催も6月30日にグループ解散。これをきっかけにプロレスラーになるため、全日本プロレス・秋山準に相談をし、同道場に通い練習開始。
- 12月24日、Beginning「Beginning ACT26」での青野未来戦でプロレスデビュー。（8分15秒、逆エビ固めで敗戦）
- 12月26日、週刊プロレスのプロレスグランプリ2018において新人賞8位（35票）。

### 2018年
- 1月25日、全日本プロレス「BS11 presents GROWIN' UP vol.10」新木場1stRING大会で“古巣”全日本プロレスマットデビューを果たした[2]（対戦相手は万喜なつみ 9分25秒、ジャーマンスープレックスホールドで敗戦）[3][4]。
- 2月27日、J@st旗揚げ戦にて他団体初参戦。長浜浩江（プロレスリングWAVE）と組み（他団体の選手との初タッグ）、里歩（我闘雲舞）・青野未来と対戦。12分7秒、長浜が青野からノーザンライトスープレックスホールドで勝利、試合での初勝利を挙げる。
- 7月31日、プロレスリングWAVE YOUNG OH! OH!新木場大会にてフェアリー日本橋・藤ヶ崎矢子（PURE-J）vs有田ひめか・マリ卍（PURE-J）。11分32秒、フェアリーからアルゼンチンバックブリーカーで初のギブアップ勝ち。同時に他団体の先輩選手からも初の勝利となる。これ以降フェアリーとは不思議な縁が繋がる。
- 8月12日、ACT32新木場大会にて飴宮さゆりのデビュー戦の相手を務め上げ、7分19秒、ボディスラムにて勝利。これがシングル初勝利となる。
- 9月17日、アクトレスガールズ大阪市西成区民センター大会のメインイベントで青野未来・有田ひめかvs本間多恵・角田奈穂。18分9秒、ジャンピングニーパットで角田からピンフォール勝ちし1期生から初の勝利。
- 9月25日、Begining新木場大会にて開幕するBeginning初の王者決定戦、アクトレスガールズシングルチャンピオン決定トーナメントに出場[5]。1回戦は8分40秒、秋山準直伝のジャンピングニーで清水ひかりに快勝[6]。これが先輩からのシングル初勝利となる。
- 10月29日、J@st新木場大会にてデビュー戦の相手である青野未来と2度目のシングルマッチ。他団体で揉まれた経験を生かし6分14秒、デビュー戦で青野に敗れた技でもある逆エビ固めでギブアップ勝ちを奪う。これが2018年最後の自力勝利。
- 11月11日、垣原賢人主催の森のプロレスにスズメバチ仮面というマスクウーマンとして参戦。
- 12月24日、デビュー1周年となる日にプロレスリングWAVE大阪・港区民センター大会にてチェリー・有田ひめかvsフェアリー日本橋・青木いつ希。青木と互角のぶつかり合いを見せたりチェリーのアシストもし11分5秒、チェリーがフェアリーから勝利。1周年を勝利で飾る。

### 2019年
- 3月20日、SEAdLINNNG後楽園ホール大会にて中島安里紗・沙恵（名古屋ドリームガールズ）vs高瀬みゆき・有田ひめかでのSEAdLINNNG BEYOND THE SEA TAG TEAM第3代王者決定戦。これがタイトル初挑戦。10分1秒、中島のジャーマンスープレックスホールドで敗戦、試合後鼻から出血し、号泣しながら担架に乗せられ退場した。
- 3月31日、アイスリボン後楽園ホール大会にて世羅りさ・藤田あかねvs柊くるみ・有田ひめかで初ハードコアマッチ。17分7秒、世羅のダイビングダブルニードロップwithラダー&チェアで敗戦。
- 4月14日（夜）、プロレスリングWAVE新木場大会にて桜花由美と2度目のシングル（当初桜花の相手は清水ひかりであったが怪我で欠場の為、代役と共にCATCH THE WAVE出場を訴えて出場志願）。14分11秒、ビッグブーツで敗戦も桜花に健闘を称えられCATCH THE WAVE出場を認められる。
- 4月28日、SEAdLINNNG新宿FACE大会にて中島安里紗・沙恵（名古屋ドリームガールズ）vs高瀬みゆき・有田ひめかのSEAdLINNNG BEYOND THE SEA TAG TEAM CHAMPIONSHIP。14分48秒、有田のジャンピングニーパットから高瀬の横入り式エビ固めで勝利、第4代王者となる。

### 2020年
- 3月31日付でアクトレスガールズを退団。
- 6月21日、スターダム新木場1stRING大会にドンナ・デル・モンドの新メンバーとして登場。リングネームも「ひめか」に変更した。
- 7月26日、スターダム後楽園ホール大会前に行われた会見において、7月1日付でスターダムに入団していたことが発表された[7]。
- 初出場のSTARDOM 5★STAR GPでレッドスターズを1位で通過し、9月19日の決勝に駒を進めるが林下詩美に敗れ準優勝に終わる。
- 10月29日の後楽園大会のメインでジュリアの持つワンダー・オブ・スターダム王座に挑戦するが敗れる。

### 2021年
- 1月30日、ベルサール高田馬場大会にて大江戸隊の小波＆ビー・プレストリーが持つゴッデス・オブ・スターダムになつぽいと挑戦するが敗北。試合後に舞華と組み再度挑戦することを表明。
- 2月14日、後楽園大会にて舞華と組み小波＆ビー・プレストリーが持つゴッデス・オブ・スターダムを奪取。スターダム参戦後初戴冠のベルトとなる。
- 3月3日、日本武道館大会にて刀羅ナツコ＆鹿島沙希とゴッデス・オブ・スターダム初防衛戦を行い勝利。
- 3月14日、後楽園大会にて白川未奈&ウナギ・サヤカとゴッデス・オブ・スターダム戦を行い防衛成功
- 4月4日、横浜武道館大会メインイベントにて同門であるジュリア&朱里とゴッデス王座戦を行い惜敗。王座陥落。
- 6月15日、腰椎分離症により欠場を余儀なくされる。
- 8月28日、名古屋大会のSTARDOM 5★STAR GPで復帰。
- 10月3日、名古屋大会にて舞華・なつぽいと組み、中野たむ&白川未奈&ウナギ・サヤカが持つアーティスト・オブ・スターダムに挑戦し奪取。
- 10月9日の大阪城ホール大会にて元々マッチメイクされていた渡辺桃、上谷沙弥、AZMとの6人タッグマッチを、アーティスト・オブ・スターダムの初防衛戦に変更。３つのベルトのカラーに合わせたコスチュームに用意し、入場後ダンスを披露した後に初防衛成功。

### 2022年
- 4月29日、大田区総合体育館大会にて、朱里の持つワールド・オブ・スターダム王座に挑戦するが敗れる。
- 8月21日、直前のカード変更により、上谷が持つワンダー王座に挑戦するも敗れた[8]。

### 2023年
- 2月4日、7Upp（高橋奈七永&優宇）が持つゴッデス王座に舞華と挑むも、高橋のワンセコンドEXの前にフォール負けを喫した[9]。
- 2月10日、スターダムのオンライン会見にて、4月23日に横浜アリーナで行われる「ALLSTAR GRAND QUEENDOM 2023」での試合を最後に引退することを表明した[10]。なお、引退試合の相手にはタッグパートナーの舞華を指名した。
- 3月13日、ブシロードファイト（スターダムの親会社）とプロレスリングWAVEが、ひめか引退ロードのスピンオフ大会『Jumbo Forever WAVE × ブシロードファイト』の開催を発表した[11]。但し、開催日はスケジュールの関係で引退試合後の4月28日の開催となった。
- 4月23日、ALLSTAR GRAND QUEENDOM 2023にて、舞華と引退試合を行う。一進一退の攻防を繰り広げたが、最後は舞華のみちのくドライバーIIを受け敗戦した[12]。
- 4月28日、引退スピンオフとして、『Jumbo Forever』が開催。旧姓・広田さくらと30分プチアイアンマン・マッチが行われ、1対0で勝利した[13]。
- 5月14日、後楽園ホールにて超満員の中、引退セレモニーが行われる[14]。しかしセレモニー中、さくらあやの「私、ひめかさんと試合したことがない」の一言から、突如として30選手との1分対決が実現。結果はタッグ戦を含め29戦3勝2敗24分けで現役生活最後の試合を終えた[15]。試合後には師匠の堀田祐美子、秋山準や各ユニットから花束が贈られた[16]。
- 引退後の去就については明らかになっていないが、スターダムの選手のSNSに時折登場している[17][18]。

### 2024年
- 7月6日、新木場1stRINGで行われる東京女子プロレスの角田奈穂プロデュース興行『CROSS』の第1試合でレフリーを務める。

## 人物
- キャッチフレーズは『愛されたいけど煽りたい』。
- 血液型はB型
- 足のサイズは24.5cm
- 元チャオ ベッラ チンクエッティの岡田ロビン翔子のファン。高校時代に始業式よりも大阪でのライブに行く事を優先し、親に激怒されたと言うエピソードがある。
- ハロプロ全般好きである。
- サンリオのキャラクターはシナモロールが好き。
- 体が大きいため、アイドル時代から“ジャンボ”が「罵りワード」（＝愛称）であった[19]。プロレス転向以降も引き続きジャンボを愛称とし、それが縁となり秋山準からバックドロップとジャンピングニーパットを伝授された経緯がある（秋山の師匠格であるジャンボ鶴田の得意技）。
- 詩吟で全国大会に出たことがあり、書道5段の特技も持つ。
- 元スルースキルズで同期だったIVOLVEのARISUとは友人。他のメンバーや以前在籍したグループのメンバー、同時期にアイドル活動などをしていた子達とも交流は今でもある。
- 友人でグラビアアイドルの白川未奈がプロレスを始める際に相談に乗っている。共にプロレス好きで一緒に観戦したり、有田がプロレスラーになる際も白川が相談に乗っている仲である。
  - なお、白川はひめかのデビュー戦と引退試合の両方のリングアナを務めた[20]。

## 得意技

### フィニッシュ・ホールド
ランニング・パワーボム
相手をパワーボムの体勢で持ち上げてから、助走をつけて自らの両膝からマットに着地、自身は前のめりになるように前方に倒れ込むようにして相手をマットに落とすパワーボム。
ジャンピングニーパット
秋山準が直伝した。ジャンボ鶴田→秋山準の流れを継承している。
JPコースター
アルゼンチン・バックブリーカーの体勢で相手を両肩に担ぎ上げ、相手の下半身を押し上げると同時に自ら、開脚式シットダウンで相手を前方へ投げ落とし、顔面からマットに叩きつける変形フェイスバスター。長身から繰り出す説得力抜群のフィニッシャー。ジャンボプリンセス（Jumbo Princess）の頭文字から命名。

### 打撃技
エルボー
バックエルボー
クローズライン
ショルダータックル
レインメーカー

### 関節技
逆エビ固め
逆片エビ固め
アルゼンチンバックブリーカー

### 投げ技
バックフリップ
ノーザンライト・スープレックスホールド
ボディスラム

## タイトル歴
スターダム
- 第20代ゴッデス・オブ・スターダム王座（パートナーは舞華）
- 第26代アーティスト・オブ・スターダム王座
  - with 舞華＆なつぽい

SEAdLINNNG
- 第4代BEYOND THE SEA TAG TEAM王座（パートナーは高瀬みゆき）

## 出演
- Dollふの「ドルラジ」（2016年、ShibuyaCross-FM）
- 全日本パリピ選手権（人気女子レスラー軍団として ここで田村淳と再会 2018年9月29日 AbemaTV）
- こすぷれふぇすたX アクトレスガールズスペシャルステージ（2018年10月20日 サンリオピューロランド）
- DJ TAKAの Super Magic Talk（ゲスト 2018年11月30日 レインボータウンFM）
- 「ハロショトーク29 ハロプロとほぼ同い年のレスラー 有田ひめか参戦！」（トークゲストとして 2018年12月8日 Hello！Project Official Shop東京秋葉原店）
- 「ハロショトーク30 卒コン目前！クロストークで梁川奈々美特集」（トークゲストとして 2019年2月24日 Hello！Project Official Shop東京秋葉原店）
- DTテレビ（2019年6月28日、AbemaTV）
- 芸能人が本気で考えた!ドッキリGP（仕掛人として 2023年2月18日、フジテレビ）
- 夢はここから生放送ハッピィ（ゲストとして 2023年3月8日、ABA青森朝日放送）

## 入場曲
- Nova Princess!（STARDOMにて使用している入場テーマ曲）
- 「無限、Fly High!!」（チーム・負けん気）